# Jeff Whitty
Jeff Daniel Whitty (Coos Bay, Oregon, 30 de setembro de 1971) é um dramaturgo, ator e roteirista americano. Como reconhecimento, venceu o Tony Award pelo musical Avenue Q, e foi indicado ao Critics' Choice Movie Awards de 2019 na categoria de Melhor Roteiro Adaptado por Can You Ever Forgive Me? (2018).